# Solanum corneliomulleri
Solanum corneliomulleri är en potatisväxtart som beskrevs av James Francis Macbride. Solanum corneliomulleri ingår i släktet skattor som ingår i familjen potatisväxter. Inga underarter finns listade i Catalogue of Life.